# Logitech
Logitech International S.A. (краткое название Logitech или Logi, читается «лоджитэ́к»; в Японии используется название Logicool) — швейцарская компания, производитель компьютерной периферии, устройств для геймеров и др. Штаб-квартира расположена в Лозанне (Швейцария). Название компании Logitech образовано от французского слова «logiciel», что в переводе означает «программное обеспечение».

## История
Компания была основана в Аппле (кантон Во, Швейцария), в 1981 году выпускниками Стэнфордского университета Даниэлем Борелем и Пьерлуиджи Заппакостой и бывшим инженером Olivetti Джакомо Марини, первоначально называлась Metaphor. Хотя компания была основана в Швейцарии, она была ориентирована на рынок США. Первой продукцией компании стали компьютерные мыши, в частности для первых персональных компьютеров Apple. Вскоре компания стала значительным контрактным производителем компьютерной периферии для различных компаний, включая Hewlett Packard, AT&T, Olivetti, Convergent Technologies, DEC и других. Были открыты заводы в Калифорнии и Ирландии, а в 1988 году, после получения крупного контракта от IBM — на Тайване. Также в 1988 году компания сменила название на Logitech International SA и разместила свои акции на фондовой бирже Цюриха. В 1991 году было создано совместное предприятие в КНР и куплена канадская компания Advanced Gravis. В 1993 году была поглощена калифорнийская компания Gazelle Graphics Systems, основной продукцией которой были трекболы.
В середине 1990-х годов Logitech начала расширять ассортимент звуковыми картами, сканерами и цифровыми фотоаппаратами, однако в этих направлениях столкнулась с сильной конкуренцией и не смогла занять значительной доли на рынке. В 1994 году был открыт завод в Сучжоу (КНР), а в 1995 году были закрыты заводы в США и Ирландии. В 1996 году была выпущена 100-миллионная мышь, а в конце 1998 года — 200-миллионная, 18 из 20 ведущих производителей компьютеров включали мыши Logitech в комплект поставки. В 1998 году пост генерального директора занял Геррино Де Лука (Guerrino De Luca), до этого входивший в топ-менеджмент Apple. Его первым решением стала покупка подразделения цифровых камер QuickCam, принадлежавшее Connectix Corporation.
В 2001 году Logitech приобрела компанию Labtec за 150 миллионов долларов, чтобы расширить ассортимент компьютерной периферии.
В 2007 году Logitech лицензировала технологию управления движением Freespace от Hillcrest Labs для производства мыши MX Air, которая позволяет пользователю использовать естественные жесты для управления ПК.
В августе 2008 года Logitech приобрела Ultimate Ears, поставщика пользовательских наушников-вкладышей для профессиональных музыкантов и динамиков Bluetooth для потребительского рынка.
В декабре 2008 года Logitech объявила, что с 1985 года она произвела один миллиард компьютерных мышей.
В декабре 2009 года Logitech приобрела производителя оборудования для видеоконференцсвязи Lifesize Communications. Он был продан в январе 2016 года Logitech.
В июле 2011 года Logitech приобрела оператора мобильной визуальной связи Mirial.
В январе 2013 года Брэкен Даррелл стал главным исполнительным директором Logitech; тогдашний генеральный директор Геррино Де Лука продолжал оставаться председателем правления Logitech.
В апреле 2016 года Комиссия по ценным бумагам и биржам США оштрафовала Logitech на 7,5 млн долларов в связи с обвинениями в нарушении ведения бухгалтерского учёта, в частности завышении финансовых показателей за 2011 год.
12 апреля 2016 года Logitech объявила о приобретении Jaybird, производителя беспроводных аудио устройств для спорта и активного образа жизни, за 50 млн долларов с дополнительной уплатой до 45 млн долларов в зависимости от роста продаж.
15 сентября 2016 года Logitech приобрела бренд и активы Saitek у Mad Catz за 13 млн долларов.
11 августа 2017 года Logitech приобрела компанию Astro Gaming, производителя профессионального игрового оборудования (в основном решений для гарнитур), за 85 млн долларов.
30 июля 2018 года Logitech купила компанию Blue Microphones, производителя микрофонов студийного качества, за 117 млн долларов.
26 сентября 2019 года Logitech приобрела Streamlabs, разработчика программного обеспечения и инструментов для потокового вещания, за 89 млн долларов.
29 июля 2021 года компания Logitech в сотрудничестве с отмеченным наградами хореографом Жакелем Найтом представила свою инициативу #CREATORS4BIPOC под брендом Logitech для создателей. Это позволяет создателям социальных сетей, в частности влиятельным лицам BIPOC, создавать авторские права и монетизировать свои онлайн-творения, предоставляя возможность хореографам, которые привлекают внимание к хитам крупных артистов в сфере развлечений, защищать авторские права на свою хореографию с помощью Labanotation и получать за это гонорары.
2 апреля 2022 года Logitech объявила о прекращении поставок техники в Россию, а с 1 сентября 2022 года компания полностью ушла с российского рынка. Часть сотрудников была переведена в Казахстан, а остальные уволены.

## Деятельность
Оборот в 2022 году составил 5,48 млрд долларов, из них 2,32 млрд в Америке, 1,72 млрд в Европе, на Ближнем Востоке и в Африке, 1,44 млрд в Азиатско-Тихоокеанском регионе. Около половины продукции производится на собственных предприятиях в Сучжоу (Китай), остальное контрактными производителями в Китае, Тайване, Гонконге, Малайзии и Вьетнаме. Из 8200 сотрудников компании 3000 заняты непосредственно в производстве на заводах в Сучжоу. Эти предприятия осуществляют лишь сборку, комплектующие закупаются у производителей из Азии, США и Европы. Штаб-квартира находится в Лозанне (Швейцария), операционные центры расположены в Ньюарке (Калифорния) и Синьчжу (Тайвань).
Почти вся продукция продаётся дистрибьюторам и компаниям розничной торговли и электронной коммерции, крупнейшими покупателями в 2022 году были Amazon (17 % выручки), Ingram Micro (15 %) и TD Synnex (14 %). Важнейшими рынками сбыта являются США (34 % продаж), Германия (15 %) и Китай (10 %).
Основные категории продукции и их доля в выручке:
- компьютерные мыши, трекболы и подобная периферия — 14 %,
- клавиатуры — 18 %,
- вебкамеры — 7 %,
- клавиатуры к планшетам — 6 %,
- игровая периферия (геймпады, джойстики, рули) и стриминговый сервис Streamlabs — 26 %,
- оборудование для видеоконференций — 18 %,
- беспроводные акустические системы — 3 %,
- компьютерные акустические системы, наушники и микрофоны — 7 %.